# Kundratice (zámek)
Kundratice jsou zámek ve stejnojmenné vesnici u Hartmanic v okrese Klatovy. Založen byl ve druhé polovině sedmnáctého století, ale dochovanou podobu získal v osmnáctém a především empírovými úpravami v devatenáctém století. Od roku 1964 je chráněn jako kulturní památka.

## Historie

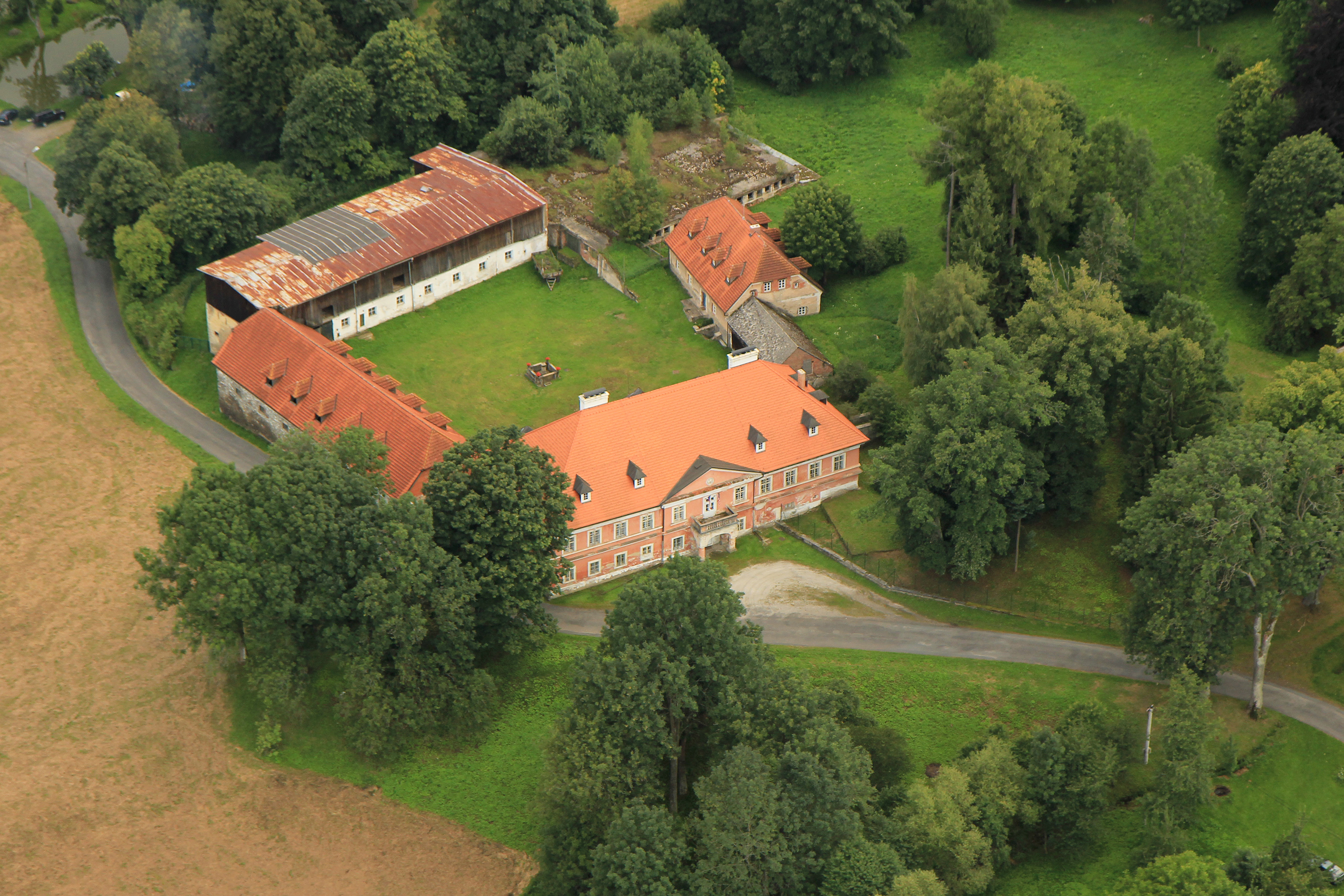
Zámecký areál

Ve druhé polovině sedmnáctého století Kundratice patřily rytíři Vilému Eichornovi z Reichenpachu, který je roku 1675 prodal Alexi Mikuláši Šafmanovi z Hamrlesu. Někdy v té době ve vsi vzniklo renesanční panské sídlo. První písemná zmínka o tvrzi s pivovarem pochází z roku 1684, kdy kundratické panství prodal Adam Bartoloměj Koc z Dobrše Vilímu Alexovi Běšinovi z Běšin a jeho manželce Maxmiliáně Heleně, rozené Kocové z Dobrše. Ta statek po manželově smrti zdědila a roku 1702 jej prodala Marii Františce Novohradské z Kolovrat, rozené z Jarošína. Dalším majitelem byl Jan Nepomuk Kryštof František z Villani de Castello Pillonico, který Kundratice roku 1710 přenechal Františku Karlovi z Villani, za něhož k panství kromě Kundratic a tamního dvora patřila ještě vesnice Kříženec. Villanyové v Kundraticích žili až do roku 1865, ale starou tvrz nejspíše v polovině osmnáctého století přestavěli na zámek. V devatenáctém století proběhly úpravy, které daly zámecké budově dochovanou empírovou podobu.
Roku 1861 zámek koupil W. Huttary. Za první republiky zámek vlastnil bankéř František Hašek (popraven nacisty 5. června 1942 za to, že opakovaně odmítal nabídku velké finanční částky za prodej své akcie Melantrichu Dresdner Bank)[zdroj?]. V roce 1948 byl zámek zestátněn a začal chátrat. Po Sametové revoluci zámek v roce 1992 získala zpět vnučka Františka Haška Eliška Hašková-Coolidge.

## Stavební podoba
Jednopatrová zámecká budova má obdélníkový půdorys s jedenácti okenními osami na delší a pěti osami na kratší straně. Okna jsou zdobená plochými šambránami a v prvním patře také klenáky s rozetami a kanelami. Fasády jsou členěné kordonovou římsou a v přízemí zdobené rustikou. Vstupní průčelí zdůrazňuje tříosý střední rizalit s trojúhelníkovým štítem s hodinami. Před rizalit předstupuje portikus podepřený válcovými sloupy a polosloupy, na kterém se nachází balkon s ozdobným zábradlím. Druhý rizalit stojí také na nádvorní straně, kde ho zakončuje plastický feston.
K památkově chráněnému areálu patří ještě anglický park s fragmenty zahradních staveb a zřícenina dvoupatrové sýpky postavené mimo zámecký dvůr. Snadný přístup do parku umožňuje most, který vede do prvního patra západního průčelí zámecké budovy. Sýpka mívala mansardovou střechu a fasády s lizénovými rámy.